# Крутицька набережна
Крутицька набережна — набережна в центрі Москви на лівому березі Москви-ріки в Таганському та Даниловському районах між Новоспаським мостом та залізничною гілкою. Є продовженням Краснохолмської набережної.

## Історія
Як і ряд інших назв, ця виникла у XVIII—XIX століттях, зберігаючи назву Крутицького подвір'я, що існувало тут. Подвір'я належало архієреям Сарайським і Подонським (їх єпархія знаходилася в золотоординській столиці Сарай-Бату). Воно виникло наприкінці XIII століття, а з другої половини XV століття стало постійною резиденцією Сарських та Подонських владик — аж до скасування єпархії у 1764 році. Назва подвір'я походить від назви урочища Крутиці — місцевості з високим крутим берегом Москви-ріки .

## Опис
Крутицька набережна продовжує Краснохолмську. Починається від Новоспаського мосту від виходу до річки 3-го Крутицького провулка, проходить на південний схід, потім на південь та південний захід з поворотом річки. На початку набережна паралельна Новоспаському проїзду, потім відхиляється на захід і піднімається на височину, переходячи в Проєктований проїзд № 1076. При цьому перед підйомом від неї під гострим кутом, у бік річки відходить Симонівська набережна.